# 陶泉乡
陶泉乡，是中华人民共和国河北省邯郸市磁县下辖的一个乡镇级行政单位。

## 行政区划
陶泉乡下辖以下地区：
申家沟村、杨庄村、塔湾村、索庄村、霍王庄村、韩家沟村、齐家岭村、彗峪村、南王庄村、辉水村、五里河村、中岔口村、北岔口村、南岔口村、西韩沟村、北王庄村、花驼村、西花园村、东花园村、后花园村、十步槽村和高穴村。

## 中国传统村落
- 北岔口村
- 花驼村
- 南王庄村